# Ici贝里
Ici贝里（法語：Ici Berry，直译：「这里贝里」，法語發音：[isi beʁi]），2025年1月5日以前称为France Bleu Berry（法語發音：[fʁɑ̃s blø beʁi]，直译为“蓝色法兰西贝里”或“蓝色法国贝里”），是法国的一家地方广播电台，隶属于Ici广播。

## 历史
Ici贝里成立于1982年，是法国广播电台下属的首批地方广播站之一，彼时名为“南贝里广播”（法語：Radio Berry Sud）。2000年，南贝里广播开始使用“France Bleu”作为商业名称，其信号覆盖范围亦扩大至整个贝里地区。2024年4月，蓝色法兰西贝里广播开始使用新的办公中心。2025年1月更名为“Ici Berry”。

## 频率覆盖范围
- 谢尔省
- 安德尔省